# Ángel de la Fuente (artista)
Ángel de la Fuente (Madrid, c. 1882-Madrid, 1930) fue un dibujante de prensa y pintor español.

## Biografía
Nacido en Madrid a comienzos de la década de 1880, residió en otros puntos de España, como Sevilla, Almería y Linares. De la Fuente, que retornó a su ciudad natal hacia finales de la década de 1910, contribuyó con sus ilustraciones en publicaciones periódicas como El Liberal y ABC. Falleció en Madrid en enero de 1930, a causa de la tisis. Fue enterrado en el cementerio de la Almudena.